# Елизабет Ворден
Елизабет Ворден (рођена Хоксворт) је измишљени лик у британској серији комедије ситуације Keeping Up Appearances (Значење: Одржавање угледа), која је трајала од 1990. до 1995. године. Глуми је глумица Џозефин Тјусон. Она је комшија помодарке Хајасинт Бакет. Појављује се скоро у свакој епизоди.

## Личност
Лиз је пријатна, ненападна особа која зна да цени потешкоће Ричарда Бакета које он има са својом женом, која често позива Елизабету на кафу. На Лизину несрећу, Хајасинт је изузетно брижна када је у питању њена кућа, па она постаје нервозна и узастопце просипа и испушта ствари по Хајасинтиној кући у серији, поготово Хајасинтине скупоцене и старе шољице. Хајасинт се нешто касније одлучује да јој даје да пије само из пластичних чаша, премда Елизабет успева да проспе и њихов садржај. Извесан део хумора ове серије лежи у оваквим ситуацијама. 
Сви који је познају зову је Лиз, сем Хајасинт, која је обично зове пуним именом.
За разлику од већине, Лиз се саосећа са Хајасинт, а потпуно је свесна да је сви око ње мрзе, па се стога може сматрати јединим правим Хајасинтиним пријатељем. Опире се да се односи према Хајасинт као њен брат Емет Хоксворт.
Лиз има мужа који се никада не појављује и поменут је само једном, наводно ради у Саудијској Арабији; такође има ћерку Гејл, која се такође не појављује али сазнајемо да студира.
Лиз има наклоност према Ричарду, а када га њен брат омаловажава као „идиота“, она каже да би га пре назвала „душом“. Увек саслуша Ричарда када овај жели да изрази реалност Хајасинтиних помодарских подухвата, који су усмерени или у правцу уздизања на друштвеној лествици или у избегавању њених нижекласних рођака. Иако Хајасинт жели да одврати њене сестре и Онзлоуа од Елизабете и Емета (као и од свих других ликова), она сматра Лиз правим пријатељем; па када су јој планови на рубу пропасти, њена комшиница ће је неретко увући у покушаје да се тако нешто не деси.  
Учестало је мета Хајаситниних бесмислених и ненамерних оштрих примедби, које су углавном везане за њено одевање, кола и просипања кафе.